# Буссетти, Марко
Марко Буссетти (итал. Marco Bussetti; род. 28 мая 1962, Галларате) — итальянский деятель школьного образования, тренер, университетский преподаватель, министр образования, университетов и научных исследований Италии (2018—2019).

## Биография
С отличием окончил Католический университет Святого Сердца в Милане, где изучал физическую культуру и спорт. Преподавал физкультуру в школе, тренировал баскетбольную команду в Галларате, работал в управлениях школьного образования Милана и Ломбардии. Поддерживал так и не проведённую в жизнь экспериментальную программу четырёхлетнего обучения в лицеях, а также вакцинацию 11-летних детей от вируса папилломы и начатую правительством Ренци школьную реформу.
Читал в магистратуре Миланского университета курс «Спортивный менеджмент, маркетинг и социология», преподавал физкультуру на факультете медицины и хирургии Инсубрийского университета в Варесе.
1 июня 2018 года при поддержке Лиги Севера получил портфель министра образования, университетов и научных исследований в правительстве Конте.
4 сентября 2019 года Джузеппе Конте сформировал своё второе правительство (новым министром образования, университетов и научных исследований стал Лоренцо Фьорамонти, Буссетти не получил никакого назначения), и
5 сентября новый кабинет принёс присягу.